# Улица Георгия Товстоногова (Тбилиси)
Улица Георгия Товстоногова (груз. გიორგი ტოვსტონოგოვის ქუჩა) — улица в Тбилиси, от проспекта Давида Агмашенебели до улицы Ивана Джавахишвили.

## История
Ещё в конце XIX века на месте района улицы располагались сады
Улица не раз меняла названия : Татьянинская — 25 февраля (день советизации Грузии) — 26 мая (день провозглашения независимости Грузии в 1918 году).

## Достопримечательности
д. 2 — Тбилисская главная библиотека

## Известные жители
д. 9 — режиссёр Георгий Товстоногов (мемориальная доска), Евгений Лебедев
Гия Канчели.